# Blindspotting
Blindspotting is een Amerikaanse komische film uit 2018 geregisseerd door Carlos López Estrada.

## Verhaal
Collin en Miles zijn twee jeugdvrienden die opgegroeid zijn in het ruige plek in Oakland, gekend als The Town. Ondertussen is dit een trendy plek geworden en Collin probeert zijn laatste dagen in reclassering zonder problemen door te brengen terwijl Miles zichzelf steeds in de nesten weet te werken. Maar wanneer hij de avondklok misloopt door schuld van zijn vriend Miles, zet dit hun vriendschap zwaar onder druk.

## Rolverdeling
| Acteur                | Personage      |
| --------------------- | -------------- |
| Daveed Diggs          | Collin         |
| Geoffrey Quan         | Herbert G.     |
| Janina Gavankar       | Val            |
| Jasmine Cephas Jones  | Ashley         |
| Utkarsh Ambudkar      | Rin            |
| Rafael Casal          | Miles          |
| Ethan Embry           | Officer Molina |
| Wayne Knight          | Patrick        |
| Tisha Campbell-Martin | Mama Liz       |

## Productie
Blindspotting ging op 18 januari 2018 in première op het Sundance Film Festival in de U.S. Dramatic Competition. De film kreeg positieve kritieken van de filmcritici met een score van 92% op Rotten Tomatoes, gebaseerd op 73 beoordelingen.